# Christian Marti (Eishockeyspieler)
Christian Marti (* 29. März 1993 in Bülach) ist ein Schweizer Eishockeyspieler, der seit Juli 2016 bei den ZSC Lions aus der Schweizer National League unter Vertrag und dort auf der Position des Verteidigers spielt. Mit den ZSC Lions gewann Marti in den Jahren 2018, 2024 und 2025 die Schweizer Meisterschaft.

## Karriere
Als Jugendlicher verliess Marti den EHC Bülach, wo er seit dem fünften Lebensjahr Eishockey gespielt hatte, und schloss sich dem Nachwuchs der Kloten Flyers an. In der Saison 2011/12 debütierte er für Kloten in der National League A (NLA), ehe er für eine Spielzeit zur Armada de Blainville-Boisbriand in die kanadische Juniorenliga Ligue de hockey junior majeur du Québec (LHJMQ) wechselte.
Anschliessend kehrte er in sein Heimatland zurück und verstärkte zwei Jahre lang den NLA-Teilnehmer Genève-Servette HC. Im Januar 2015 musste er sich einer Schulteroperation unterziehen. Im Mai 2015 unterschrieb er einen Zweijahresvertrag bei den Philadelphia Flyers aus der National Hockey League (NHL). Einen Einsatz in der NHL verzeichnete er in der Saison 2015/16 aber nicht, sondern absolvierte 27 Spiele in der American Hockey League (AHL) für Philadelphias Farmteam Lehigh Valley Phantoms sowie zwei Spiele in der ECHL für eine weitere Kooperationsmannschaft der Flyers, die Reading Royals. Nachdem sich der Abwehrspieler in der Saisonvorbereitung eine Schulterblessur zugezogen hatte, gab er Anfang November 2015 sein AHL-Debüt.
Im Juni 2016 vermeldeten die ZSC Lions aus der NLA Martis Verpflichtung. Er wurde mit einem über drei Jahre laufenden Kontrakt ausgestattet. Mit den ZSC Lions gewann er in den Jahren 2018, 2024 und 2025 die Schweizer Meisterschaft. Zwischen den beiden letzten Titelgewinnen lag der Sieg in der Champions Hockey League.

### International
Marti absolvierte bei der Weltmeisterschaft 2016 in Russland seine erste Teilnahme an einem großen Turnier mit der Schweizer A-Nationalmannschaft, nachdem er zuvor im Juniorenbereich zum Aufgebot bei der U18-Junioren-Weltmeisterschaft 2011 sowie den U20-Junioren-Weltmeisterschaften der Jahre 2012 und 2013 gehört hatte.
Zu weiteren Einsätzen im Seniorenbereich kam der Abwehrspieler bei den Weltmeisterschaften 2017, 2022, 2023, 2024 und 2025. Dabei gewann er mit der Mannschaft in den Jahren 2024 sowie 2025 die Silbermedaille und feierte damit zwei der grössten Erfolge der Schweizer Eishockey-Geschichte.

## Erfolge und Auszeichnungen
| - 2013 Spengler-Cup-Gewinn mit dem Genève-Servette HC - 2018 Schweizer Meister mit den ZSC Lions - 2024 Schweizer Meister mit den ZSC Lions | - 2025 Champions-Hockey-League-Gewinn mit den ZSC Lions - 2025 Schweizer Meister mit den ZSC Lions |

### International
- 2024 Silbermedaille bei der Weltmeisterschaft
- 2025 Silbermedaille bei der Weltmeisterschaft

## Karrierestatistik
Stand: Ende der Saison 2024/25

### International
Vertrat die Schweiz bei:
| - U18-Junioren-Weltmeisterschaft 2011 - U20-Junioren-Weltmeisterschaft 2012 - U20-Junioren-Weltmeisterschaft 2013 - Weltmeisterschaft 2016 - Weltmeisterschaft 2017 | - Weltmeisterschaft 2022 - Weltmeisterschaft 2023 - Weltmeisterschaft 2024 - Weltmeisterschaft 2025 |

(Legende zur Spielerstatistik: Sp oder GP = absolvierte Spiele; T oder G = erzielte Tore; V oder A = erzielte Assists; Pkt oder Pts = erzielte Scorerpunkte; SM oder PIM = erhaltene Strafminuten; +/− = Plus/Minus-Bilanz; PP = erzielte Überzahltore; SH = erzielte Unterzahltore; GW = erzielte Siegtore; 1 Play-downs/Relegation; Kursiv: Statistik nicht vollständig)